# David Petraeus
David Howell Petraeus (Cornwall-on-Hudson, 7 novembre 1952) è un generale ed ex agente segreto statunitense.
Dal 10 febbraio 2007 al 15 settembre 2008 ha comandato l'Esercito degli Stati Uniti, in Iraq (MNF-I). Dal 31 ottobre 2008 è stato nominato Comandante dell'United States Central Command, che prevede la responsabilità strategica di tutto il teatro medio-orientale, compresa la conduzione delle operazioni militari in Iraq e Afghanistan.
Il 23 giugno 2010 Petraeus è succeduto al generale Stanley McChrystal come comandante delle operazioni militari statunitensi in Afghanistan, Pakistan, la penisola arabica e parti dell'Africa.
Il 18 luglio 2011 ha lasciato ufficialmente il comando al suo successore, il generale dei marines James Mattis, per passare a dirigere la CIA. È stato il Direttore della CIA dal 6 settembre 2011 fino al 9 novembre 2012.

## Biografia
David Petraeus, figlio di Miriam Howell, una bibliotecaria statunitensr, e Sisto Petraeus, un capitano di mare olandese, è cresciuto a Cornwall-on-Hudson: nel 1968, all'età di 16 anni, frequentava la Scuola Centrale Superiore di Cornwall, dove si è diplomato nel 1970, all'età di 18 anni. Cadetto dell'accademia militare di West Point, nel 1973, all'età di 21 anni, conobbe Holly Knowlton, suo primo amore e figlia di uno dei sovrintendenti dell'accademia e la sposò nel 1974, all'età di 22 anni. Hanno avuto due figli, Anne e Stephen.
Si arruolò nell'U.S. Army nel 1974, dopo essersi diplomato a West Point come ufficiale di fanteria. Ricoprì vari incarichi nella fanteria leggera, nella fanteria meccanizzata e nelle truppe aviotrasportate, svolgendo una rapida carriera. Nel 1983 si perfezionò presso lo U.S. Army Command and General Staff College, conseguendo il General George C. Marshall Award come primo qualificato del suo corso.
Nel 1987 conseguì un Ph.D. in relazioni internazionali a Princeton, e in seguito svolse varie missioni all'estero (Haiti, Bosnia).
Fu il Comandante della 101ª Divisione Aerotrasportata durante l'offensiva su Baghdad della primavera 2003. Fino al febbraio 2004 comandò le truppe dislocate nell'area settentrionale dell'Iraq, dove si distinse per l'approccio pragmatico e attento alle esigenze della popolazione locale: oltre a garantire la cornice di sicurezza, avviò un importante sforzo di ricostruzione ed anti-insurrezione attraverso la collaborazione e il supporto alla popolazione locale. Riuscì a pacificare Mosul, riducendo le infiltrazioni terroristiche e l'attività insurrezionale locale attraverso un'alternanza di deterrenza, dialogo con le parti sociali e politiche locali, e un concreto supporto alla ricostruzione.
Nel marzo 2004 venne incaricato di avviare la ricostituzione delle nuove Forze armate irachene. Nel 2005 tornò negli Stati Uniti, dove assunse il comando dell'U.S. Army Combined Arms Center di Fort Leavenworth (Kansas), il comando incaricato dell'elaborazione della dottrina militare ufficiale statunitense. In tale sede compilò il nuovo manuale ufficiale per le attività contro-insurrezionali delle Forze Armate Statunitensi (FM 3-24), nel quale sottolineò la necessità di proteggere la popolazione locale dagli attacchi armati, e di avviare una più stretta cooperazione civile-militare nelle aree a rischio di infiltrazioni estremistiche.
Il suo approccio "soft", definito da Time "da intellettuale", gli fece guadagnare una certa notorietà negli alti circoli miliari statunitensi; George W. Bush il 5 gennaio 2007 lo nominò nuovo comandante in capo delle Forze armate statunitensi in Iraq (MNF-I), incarico che assunse il 10 febbraio 2007, in parallelo al discusso aumento ("surge") delle truppe statunitensi. L'avvio del suo incarico fu contrassegnato dalla scelta di circondarsi di ufficiali di altissima competenza strategica (detti i Petraeus' Thinkers, pensatori di pietra), maggiormente attenti alle complessità del rapporto con la popolazione locale, e che, accanto all'uso della forza, riconoscevano l'assoluta necessità di avviare forme di collaborazione e ricostruzione più efficaci e rispettose dei bisogni del territorio in cui operavano le truppe.
Nel 2007 è stato inserito nella lista dei 100 più influenti Leader del mondo dalla rivista Time, ed è stato uno dei quattro candidati alla prestigiosa qualifica di "Person of the Year" della stessa. La strategia da lui adottata ha conseguito sensibili successi: a inizio 2008 sono significativamente ridotte le violenze settarie su larga scala tra le varie confessioni religiose irachene, processo che si è attuato unitamente alla rivolta dei sunniti contro al-Qāʿida in tutto il paese (la cosiddetta al-Ṣaḥhwa - il "Risveglio"). Nel febbraio 2009 al generale Petraeus è stato diagnosticato uno stadio precoce di cancro alla prostata e sottoposto a due mesi di trattamento con radiazioni, con successo, al Walter Reed Army Medical Center.
Nel 2010 a Kabul in Afghanistan David Petraeus incontra Paula Broadwell, insegnante al Center for Public Leadership di Harvard e scrittrice sposata, con due figli, la quale gli propone di scrivere una biografia, peraltro già esistente, scritta da Bradley T. Gericke e pubblicata proprio lo stesso anno, il 18 ottobre 2010. Il 16 ottobre 2010 David Petraeus è stato in visita a Milano ricevuto dal ministro della difesa Ignazio La Russa.
Il 28 aprile 2011 il presidente Obama nomina il generale David Petraeus nuovo direttore della CIA; nomina confermata dal Senato il 30 giugno 2011. Il 9 novembre 2012 David Petraues rassegna le dimissioni da direttore della C.I.A. nelle mani del neo-rieletto presidente Obama.
All'origine delle dimissioni, uno scandalo legato a presunte relazioni inappropriate fra Petraeus e la sua biografa, Paula Broadwell. Dopo aver accettato le dimissioni di Petraeus, Obama ha usato per lui parole di elogio, per i 37 anni di lavoro fedele e produttivo: "Durante tutta la sua vita al servizio del paese, ha reso l'America più sicura e più forte". Il domicilio legale di Petraeus negli Stati Uniti è una struttura in stile rustico nella piccola comunità di Springfield, New Hampshire, che la moglie ha ereditato dalla propria famiglia.

## Opere
- D. Petraeus-Andrew Roberts, L'arte della guerra contemporanea. Dalla caduta del Nazismo al conflitto in Ucraina (Conflict: The Evolution of Warfare from 1945 to Ukraine, 2023), traduzione di Luisa Agnese Dalla Fontana, Novara, UTET, 2024, ISBN 979-12-212-1010-1.